# Paral·lel 13° nord
El Paral·lel 13° nord és un cercle de latitud que és 13 graus nord del pla equatorial de la Terra. Travessa Àfrica, l'oceà Índic, Àsia meridional, Àsia Sud-oriental, l'oceà Pacífic, Amèrica Central, Amèrica del Sud i l'oceà Atlàntic.

## Dimensions
En el sistema geodèsic WGS84, al nivell de 13° de latitud nord, un grau de longitud equival a 108,485 kilòmetres; la longitud total del paral·lel és de 39.055 kilòmetres, que és aproximadament el 97.5 % de la de l'equador, del que està a uns 1.438 km, així com a 8.565 kilòmetres del pol Nord.
Com tots els altres paral·lels a part de l'equador, el paral·lel 13° nord no és pas un cercle màxim i no és la distància més curta entre dos punts, fins i tot si són situats a la mateixa latitud. Per exemple, seguint el paral·lel, la distància recorreguda entre dos punts de longitud oposada és 19.527 kilòmetres; després d'un cercle màxim (que passa pel Pol Nord), només és de 17.128 kilòmetres.

## Durada del dia
En aquesta latitud, el sol és visible durant 12 hores i 53 minuts a l'estiu, i 11 hores i 22 minuts en solstici d'hivern.

## Al voltant del món
A partir del Primer meridià i cap a l'est, el paral·lel 13° nord passa per:
| Coordenades                               | País, territori o mar          | Notes |
| ----------------------------------------- | ------------------------------ | --- |
| 13° 0′ N, 0° 0′ E / 13.000°N,0.000°E      | Burkina Faso                   | |
| 13° 0′ N, 1° 7′ E / 13.000°N,1.117°E      | Níger                          | |
| 13° 0′ N, 4° 6′ E / 13.000°N,4.100°E      | Nigèria                        | |
| 13° 0′ N, 6° 55′ E / 13.000°N,6.917°E     | Níger                          | Per uns 14 km |
| 13° 0′ N, 7° 3′ E / 13.000°N,7.050°E      | Nigèria                        | |
| 13° 0′ N, 8° 36′ E / 13.000°N,8.600°E     | Níger                          | |
| 13° 0′ N, 9° 50′ E / 13.000°N,9.833°E     | Nigèria                        | |
| 13° 0′ N, 13° 48′ E / 13.000°N,13.800°E   | Llac Txad                      | Passa a través d'aigüs territorials de Camerun                                                                         |
| 13° 0′ N, 15° 10′ E / 13.000°N,15.167°E   | Txad                           | |
| 13° 0′ N, 21° 54′ E / 13.000°N,21.900°E   | Sudan                          | |
| 13° 0′ N, 36° 10′ E / 13.000°N,36.167°E   | Etiòpia                        | |
| 13° 0′ N, 41° 53′ E / 13.000°N,41.883°E   | Eritrea                        | |
| 13° 0′ N, 42° 44′ E / 13.000°N,42.733°E   | Mar Roig                       | |
| 13° 0′ N, 43° 23′ E / 13.000°N,43.383°E   | Iemen                          | |
| 13° 0′ N, 45° 10′ E / 13.000°N,45.167°E   | Oceà Índic                     | Golf d'Aden Mar d'Aràbia                                                                                               |
| 13° 0′ N, 74° 47′ E / 13.000°N,74.783°E   | Índia                          | Karnataka - passa a través de Bangalore Andhra Pradesh Tamil Nadu - passa a través de les parts meridionals de Chennai |
| 13° 0′ N, 80° 16′ E / 13.000°N,80.267°E   | Oceà Índic                     | Golf de Bengala - passa just al nord de l'illa Interview, Índia                                                        |
| 13° 0′ N, 92° 49′ E / 13.000°N,92.817°E   | Índia                          | Illes Andaman i Nicobar – Illa Andaman Nord                                                                            |
| 13° 0′ N, 92° 57′ E / 13.000°N,92.950°E   | Oceà Índic                     | Mar d'Andaman |
| 13° 0′ N, 98° 17′ E / 13.000°N,98.283°E   | Myanmar (Birmània)             | Illa de Mali Kyun |
| 13° 0′ N, 98° 18′ E / 13.000°N,98.300°E   | Oceà Índic                     | Mar d'Andaman |
| 13° 0′ N, 98° 36′ E / 13.000°N,98.600°E   | Myanmar (Burma)                | |
| 13° 0′ N, 99° 11′ E / 13.000°N,99.183°E   | Tailàndia                      | Província de Phetchaburi                                                                                               |
| 13° 0′ N, 100° 4′ E / 13.000°N,100.067°E  | Badia de Bangkok               | |
| 13° 0′ N, 100° 56′ E / 13.000°N,100.933°E | Tailàndia                      | passa just al nord de Pattaya                                                                                          |
| 13° 0′ N, 102° 32′ E / 13.000°N,102.533°E | Cambodja                       | passa a través del llac Tonlé Sap                                                                                      |
| 13° 0′ N, 107° 30′ E / 13.000°N,107.500°E | Vietnam                        | |
| 13° 0′ N, 109° 23′ E / 13.000°N,109.383°E | Mar de la Xina Meridional      | |
| 13° 0′ N, 120° 46′ E / 13.000°N,120.767°E | Filipines                      | Illa de Mindoro |
| 13° 0′ N, 121° 29′ E / 13.000°N,121.483°E | Estret de Tablas               | passa just al nord de l'illa Maestro de Campo, Filipines                                                               |
| 13° 0′ N, 122° 0′ E / 13.000°N,122.000°E  | Mar de Sibuyan                 | passa just al nord de l'illa de Banton, Filipines                                                                      |
| 13° 0′ N, 123° 1′ E / 13.000°N,123.017°E  | Filipines                      | Illa de Burias |
| 13° 0′ N, 123° 8′ E / 13.000°N,123.133°E  | Pas de Burias                  | |
| 13° 0′ N, 123° 28′ E / 13.000°N,123.467°E | Filipines                      | Illa de Luzon |
| 13° 0′ N, 124° 9′ E / 13.000°N,124.150°E  | Oceà Pacífic                   | Passa just al sud de Guam                                                                                              |
| 13° 0′ N, 87° 38′ O / 13.000°N,87.633°O   | Nicaragua                      | passa a través del volcà Cosigüina                                                                                     |
| 13° 0′ N, 87° 30′ O / 13.000°N,87.500°O   | Oceà Pacífic                   | Golf de Fonseca |
| 13° 0′ N, 87° 19′ O / 13.000°N,87.317°O   | Hondures                       | Extrem sud del país |
| 13° 0′ N, 87° 1′ O / 13.000°N,87.017°O    | Nicaragua                      | |
| 13° 0′ N, 83° 32′ O / 13.000°N,83.533°O   | Mar Carib                      | |
| 13° 0′ N, 61° 15′ O / 13.000°N,61.250°O   | Saint Vincent i les Grenadines | Illa de Bequia |
| 13° 0′ N, 61° 13′ O / 13.000°N,61.217°O   | Oceà Atlàntic                  | Passa just al sud de Barbados                                                                                          |
| 13° 0′ N, 16° 45′ O / 13.000°N,16.750°O   | Senegal                        | |
| 13° 0′ N, 11° 25′ O / 13.000°N,11.417°O   | Mali                           | |
| 13° 0′ N, 4° 16′ O / 13.000°N,4.267°O     | Burkina Faso                   | |